# Гилрой, Дэн
Дэниел Кристофер Гилрой (англ. Daniel Christopher Gilroy; род. 24 июня 1959) — американский кинорежиссёр и сценарист.

## Ранняя жизнь
Гилрой родился в Санта-Монике, Калифорнии, в семье лауреата Пулитцеровской премии, драматурга Фрэнка Д. Гилроя и скульптора и писательницы Рут Дороти (Гайдос). Его брат Тони Гилрой является сценаристом и режиссёром; а его брат-близнец Джон Гилрой является монтажёром. Через отца имеет итальянские, ирландские и немецкие корни.
Гилрой вырос в Вашингтонвилле, штат Нью-Йорк, и окончил среднюю школу Вашингтонвилля. Он окончил Дартмутский колледж в 1981 году.

## Карьера
Гилрой написал сценарий для игорного драматического фильма 2005 года «Деньги на двоих», где сыграли Аль Пачино и жена Гилроя, Рене Руссо. Ранее он был одним из сценаристов научно-фантастического триллера «Корпорация „Бессмертие“» (1992), за которым последовала комедия Денниса Хоппера «Конвоиры».
Гилрой был одним из сценаристов, который внёс вклад к несделанному фильму про Супермена «Супермен жив» и позже появился в документальном фильме «Смерть „Супермен жив“: Что случилось?».
Его режиссёрским дебютом стал криминальный триллер 2014 года «Стрингер». Гилрой также к нему написал сценарий, за который он был номинирован на премию «Оскар» за лучший оригинальный сценарий.
Гилроя назначили написать сценарий к предстоящему фильму по комиксам «Разрушитель».

## Личная жизнь
С 1992 года женат на актрисе Рене Руссо. В 1993 году у них родилась дочь Роуз.

## Фильмография
| Год  | Название                | Роль                | Примечания |
| ---- | ----------------------- | ------------------- | --- |
| 1992 | Корпорация «Бессмертие» | сосценарист         | вместе с Стивеном Прессфилдом и Рональдом Шусеттом |
| 1994 | Конвоиры                | сосценарист         | вместе с Джо Баттиром и Джоном Райсом |
| 2005 | Деньги на двоих         | сценарист           | |
| 2006 | Запределье              | сосценарист         | вместе с Тарсемом Сингхом и Нико Султанакисом |
| 2011 | Живая сталь             | соавтор сюжета      | вместе с Джереми Левеном |
| 2012 | Эволюция Борна          | сосценарист         | вместе с Тони Гилроем |
| 2014 | Стрингер                | режиссёр, сценарист | Премия Ассоциации кинокритиков Остина за лучший сценарий Премия «Независимый дух» за лучший сценарий Премия Общества кинокритиков Сан-Диего за лучшую режиссуру Премия Общества кинокритиков Сан-Диего за лучший оригинальный сценарий Премия «Спутник» за лучший оригинальный сценарий Номинация — Премия «Оскар» за лучший оригинальный сценарий Номинация — Премия BAFTA за лучший оригинальный сценарий Номинация — Премия Общества кинокритиков Хьюстона за лучший оригинальный сценарий Номинация — Премия Лондонского кружка кинокритиков как сценарист года Номинация — Премия Гильдии сценаристов США за лучший оригинальный сценарий |
| 2017 | Конг: Остров черепа     | сосценарист         | |
| 2017 | Роман Израэл, Esq.      | режиссёр, сценарист | |
| 2019 | Бархатная бензопила     | режиссёр, сценарист | |